# Monte Tsukuba
El monte Tsukuba (筑波山 Tsukuba-San) es un monte de 877 metros de altitud sobre el nivel del mar situado en la Prefectura de Ibaraki y en el norte de la ciudad de Tsukuba.
Es una de las montañas más populares en Japón, y conocida principalmente por sus dos cumbres, Nyotai-San (877 m s. n. m.) y Nantai-San (871 m s. n. m.), en donde la cumbre más alta representa a la divinidad femenina Izanami y la cumbre más baja representa a la divinidad masculina Izanagi. 
Es escalado todos los años por numerosos aficionados para contemplar la vista panorámica desde su cima de la región de Kantō. En días de cielo despejado se divisan a simple vista el horizonte de la ciudad de Tokio, el lago Kasumigaura e incluso el monte Fuji desde ésta. 
A pesar de la naturaleza volcánica del archipiélago japonés, el monte Tsukuba es de formación granítica, y, de hecho, durante años y todavía en la actualidad se ha desarrollado la minería del granito en sus faldas e inmediaciones, debido a la belleza natural de este.

## Sitio de interés

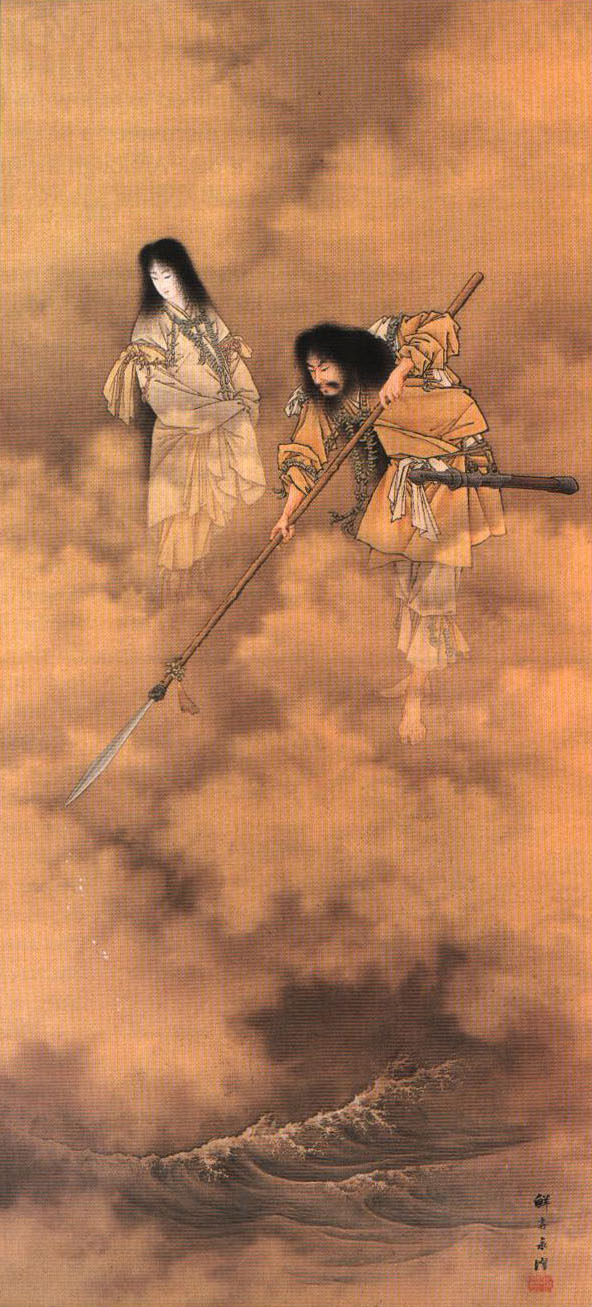
Izanagi (derecha) e Izanami (izquierda). Pintura de Eitaku Kobayashi (Era Meiji).

El monte Tsukuba (筑波山 Tsukuba-san) es famoso no solo por las leyendas que han aparecido en antologías. Crónicas antiguas dicen que los progenitores sagrados de la raza japonesa están consagrados aquí, la divinidad (kami) masculina Izanagi en el pico Nantai (男体山 Nantai-san, montaña del cuerpo del hombre) y la divinidad (kami) femenina Izanami en el pico Nyotai (女体山 Noytai-san, montaña del cuerpo de la mujer).
Hoy en día, la montaña y su antiguo santuario sintoísta son a la vez una fuente de bendición para el pueblo japonés y un lugar de visita para los turistas locales y extranjeros.
A los pies de la cara sur del monte Tsukuba está ubicado el Santuario Tsukuba, "Tsukuba-san-jinja" (筑波山神社). En él se encuentra, el salón principal de adoración (Haiden). El santuario es un destino popular para el festival matsuri (まつり) y es utilizado para realizar bodas de estilo japonés, dado que consideran que otorga la armonía y la felicidad conyugal por la presencia de los dos kami (masculino y femenino) en lo alto de la montaña.
En los picos  Nantai-san y Nyotai-san existen unos pequeños santuarios dedicados a sus dioses respectivos.
Para subir a lo alto de la montaña a pie, existen varias opciones, una de ellas, es optar por ir a través del curso Miyukigahara (御幸ヶ原), que es una hendidura entre los dos picos. También existe la opción de subir utilizando el funicular o el teleférico, que son facilidades instaladas en esta montaña. 
En la falda y en la cima de la montaña hay tiendas de regalos y puestos de comida, como también en la zona comprendida entre los dos picos. Allí se puede adquirir comidas como rāmen, bebidas, souvenirs (omiyage), y la cura para algunos males, el aceite de sapo (がま油). 
La montaña también es un punto de partida para el parapente.
El monte Tsukuba posee diversidad biológica en fauna y flora que cubre la montaña y sus zonas aledañas.

## Galería de imágenes

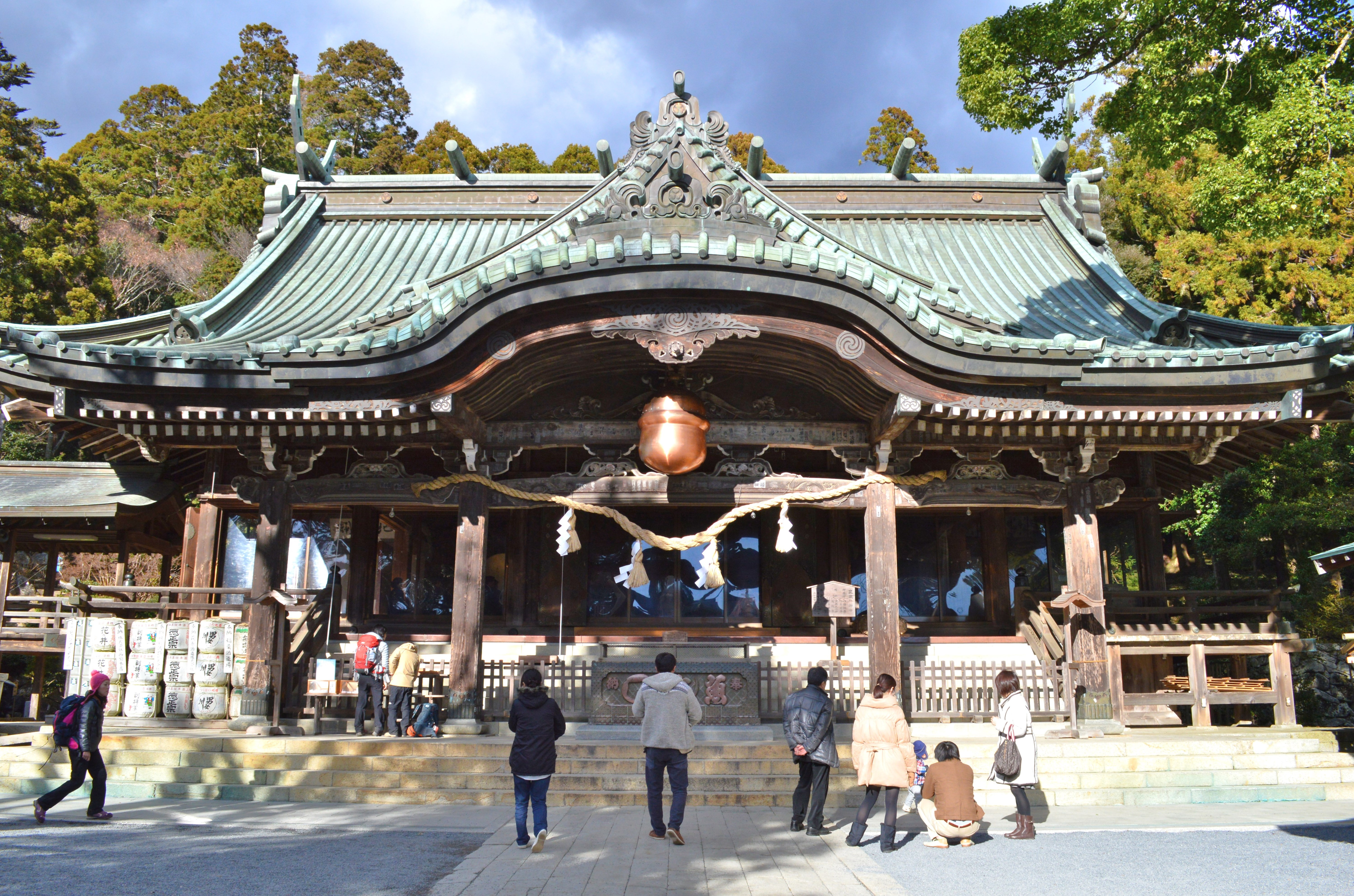
Santuario Tsukuba-san al pie del monte Tsukuba.
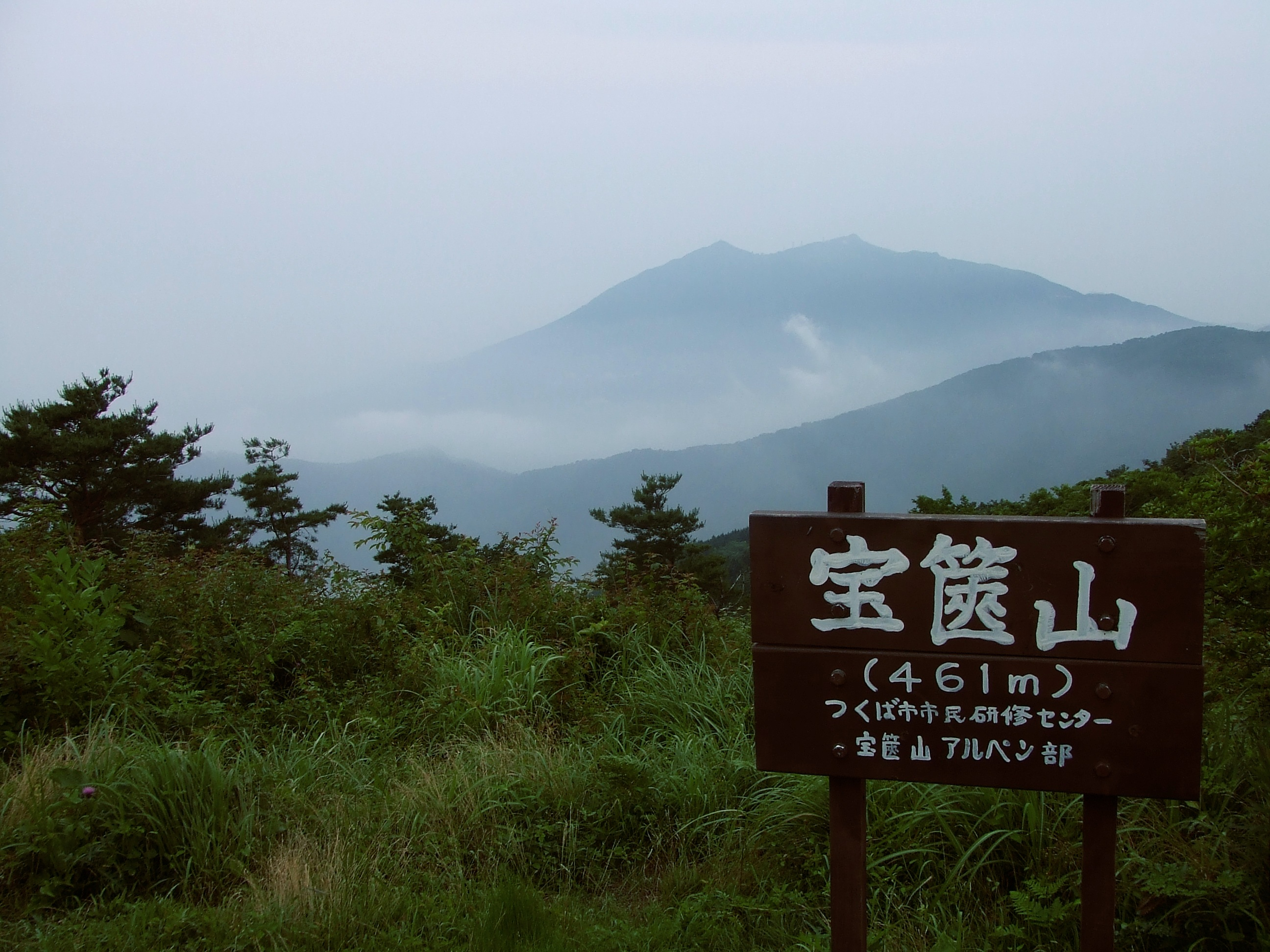
Vista del monte Tsukuba desde Hōkyō-san.
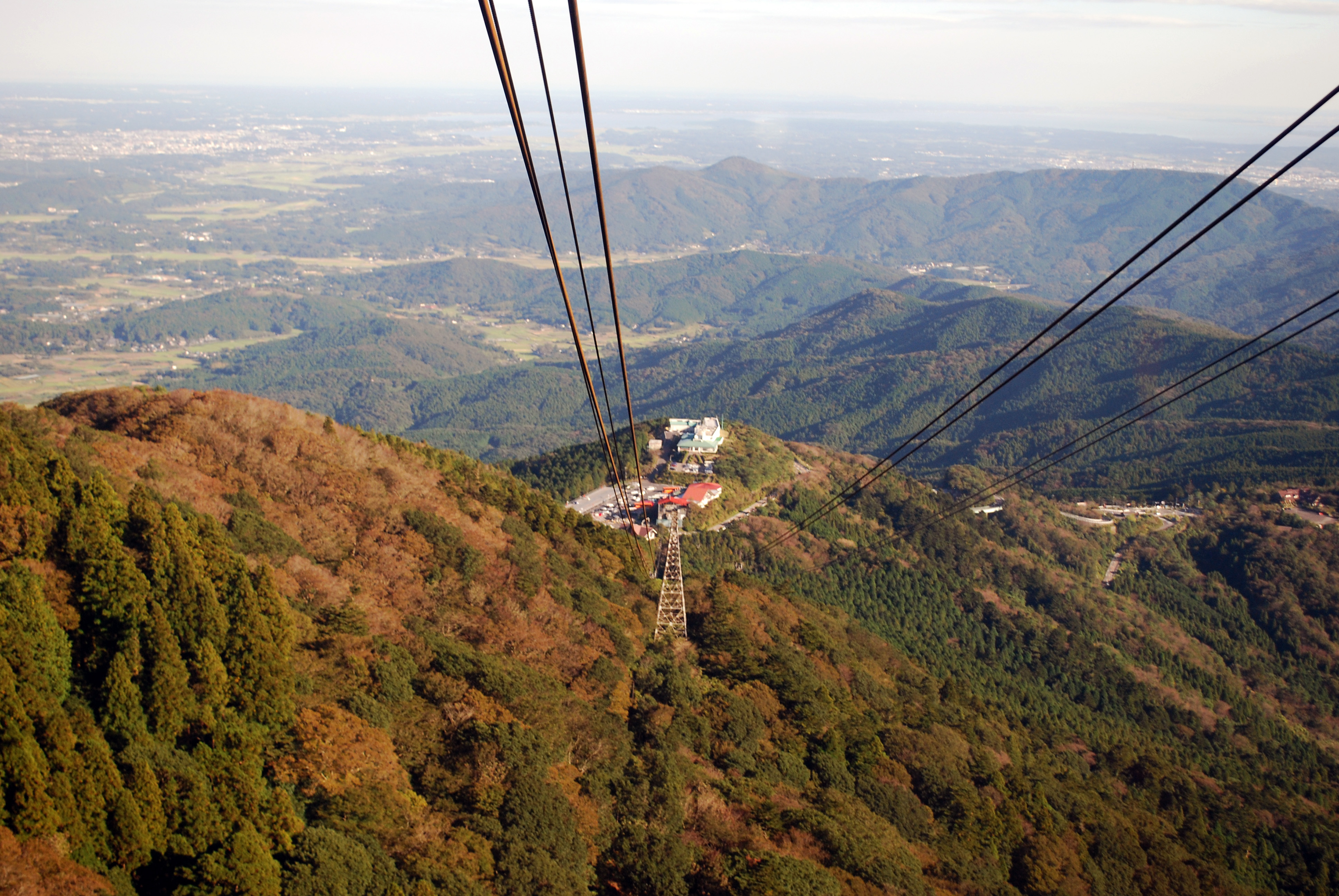
Vista panorámica, al fondo Tsukuba.
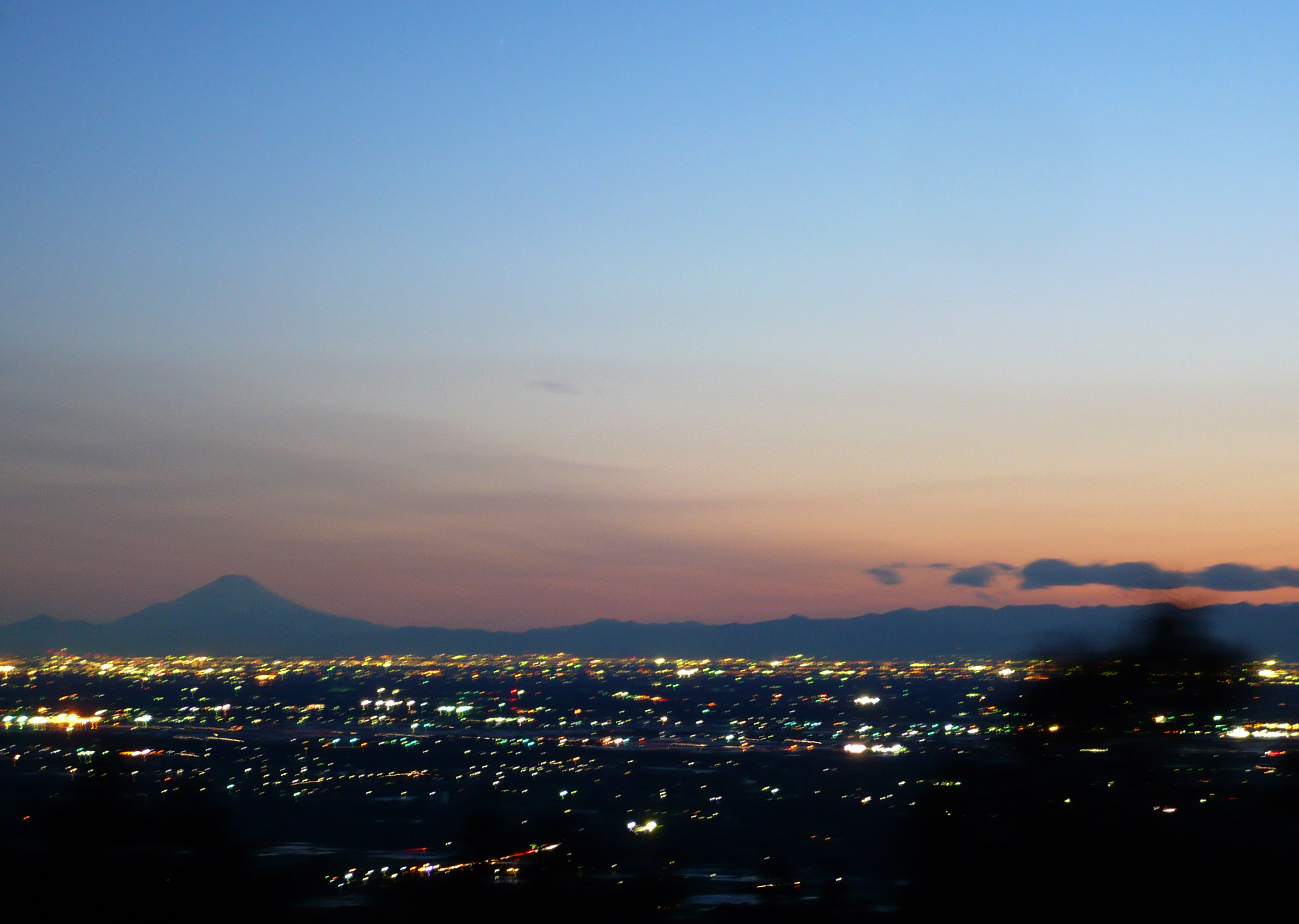
Vista del monte Fuji desde el monte Tsukuba.
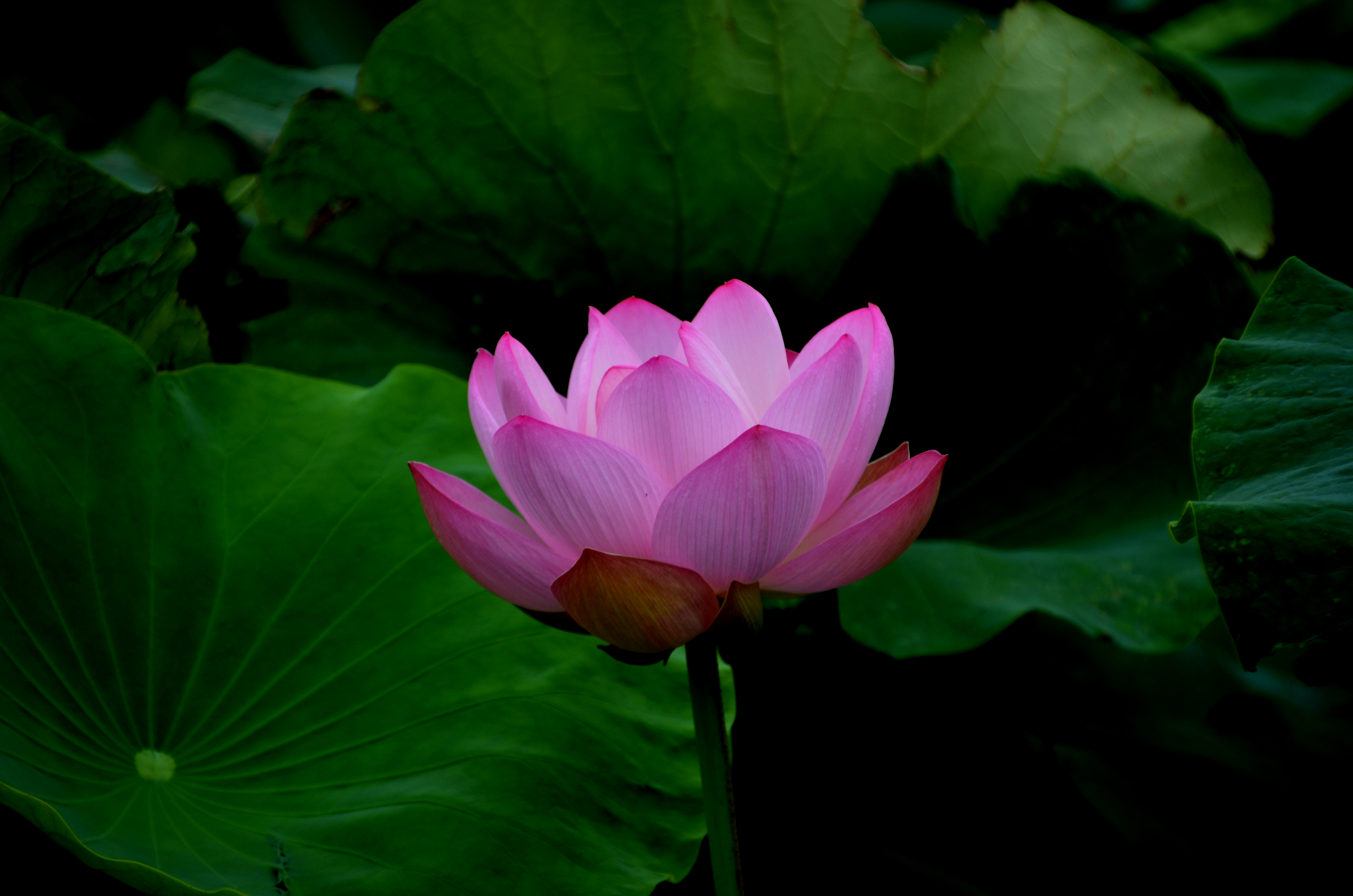
Flor de lotus, monte Tsukuba.